# Nýřany
Nýřany är en stad i Tjeckien.   Den ligger i regionen Plzeň, i den västra delen av landet, 100 km väster om huvudstaden Prag. Nýřany ligger 335 meter över havet och antalet invånare är 6 942.
Terrängen runt Nýřany är platt.Runt Nýřany är det ganska tätbefolkat, med 134 invånare per kvadratkilometer. Närmaste större samhälle är Plzeň, 12,6 km öster om Nýřany. Trakten runt Nýřany består till största delen av jordbruksmark.